# هری لوید
هری لوید (انگلیسی: Harry Lloyd؛ زاده ۱۷ نوامبر ۱۹۸۳) یک هنرپیشه اهل بریتانیا است. وی از سال ۱۹۹۹ میلادی تاکنون مشغول فعالیت بوده‌است. او بیشتر برای بازی در نقش ویسریس تارگرین در مجموعه تلویزیونی حماسی خیال‌پردازی بازی تاج‌وتخت شهرت دارد. وی همچنین در فیلم بانوی آهنی در نقش جوانی دنیس تاچر ظاهر شده‌است. لوید در سال ۲۰۱۲، برای مینی‌سریال ترس نامزد دریافت جایزه بفتای بهترین بازیگر نقش مکمل مرد شده‌است.
لوید از سمت مادری، از نوادگان چارلز دیکنز است. او مدتی در دانشگاه آکسفورد مشغول تحصیل بود و در چندین نمایشنامه از جمله بوسه زن عنکبوتی و کمدی خطاها ظاهر شد. او در سال ۲۰۰۵، دانشگاه را رها کرد.

## فیلم‌شناسی

### سینمایی
| سال  | عنوان            | نقش             | یادداشت |
| ---- | ---------------- | --------------- | ------- |
| ۲۰۱۱ | جین ایر          | ریچارد میسون    |         |
| ۲۰۱۱ | بانوی آهنی       | جوانی دنیس تاچر |         |
| ۲۰۱۳ | نزدیک‌تر به ماه   | ویرجیل          |         |
| ۲۰۱۴ | چیزهای مهم و مهم | کریگ هریسون     |         |
| ۲۰۱۴ | باشگاه شورش      | لرد شورش        |         |
| ۲۰۱۴ | نظریه همه‌چیز     | برایان          |         |
| ۲۰۱۵ | نارکوپولیس       | بن گریوز        |         |
| ۲۰۱۵ | نمایش            | جفری            |         |
| ۲۰۱۶ | انتروپوید        | آدولف اوپالکا   |         |
| ۲۰۱۷ | همسر             | جو جوان         |         |
| ۲۰۱۹ | فلسفه هراسی      | آقای جکسون      |         |

### تلویزیون
| سال       | عنوان                  | نقش            | یادداشت                                        |
| --------- | ---------------------- | -------------- | ---------------------------------------------- |
| ۲۰۰۶-۲۰۰۷ | رابین هود              | ویل اسکارلت    |                                                |
| ۲۰۰۷      | دکتر هو                | جرمی بینز      |                                                |
| ۲۰۰۸      | قهرمانان و خائنان      | لوکاس          |                                                |
| ۲۰۰۸      | معشوقه شیطان           | شاهزداه روپرت  |                                                |
| ۲۰۱۱      | بازی تاج‌وتخت           | ویسریس تارگرین |                                                |
| ۲۰۱۱      | آرزوهای بزرگ           | هربرت          |                                                |
| ۲۰۱۲      | تاج توخالی: هنری چهارم | ادموند مورتیمر |                                                |
| ۲۰۱۳      | ترس                    | ماتی بکت       | نامزد - جایزه بفتای بهترین بازیگر نقش مکمل مرد |
| ۲۰۱۴      | منهتن                  | پل کراسلی      |                                                |
| ۲۰۱۵      | تالار گرگ              | هنری پرسی      |                                                |
| ۲۰۱۶      | مارسلا                 | هنری گیسبون    |                                                |
| ۲۰۱۷-۲۰۱۹ | همتا                   | پیتر کوئیل     |                                                |
| ۲۰۱۹      | لژیون                  | چارلز خاویر    |                                                |